# Lütjensee
Lütjensee (niederdeutsch Lüttensee) ist eine Gemeinde im Kreis Stormarn in Schleswig-Holstein.

## Geografie

### Geografische Lage

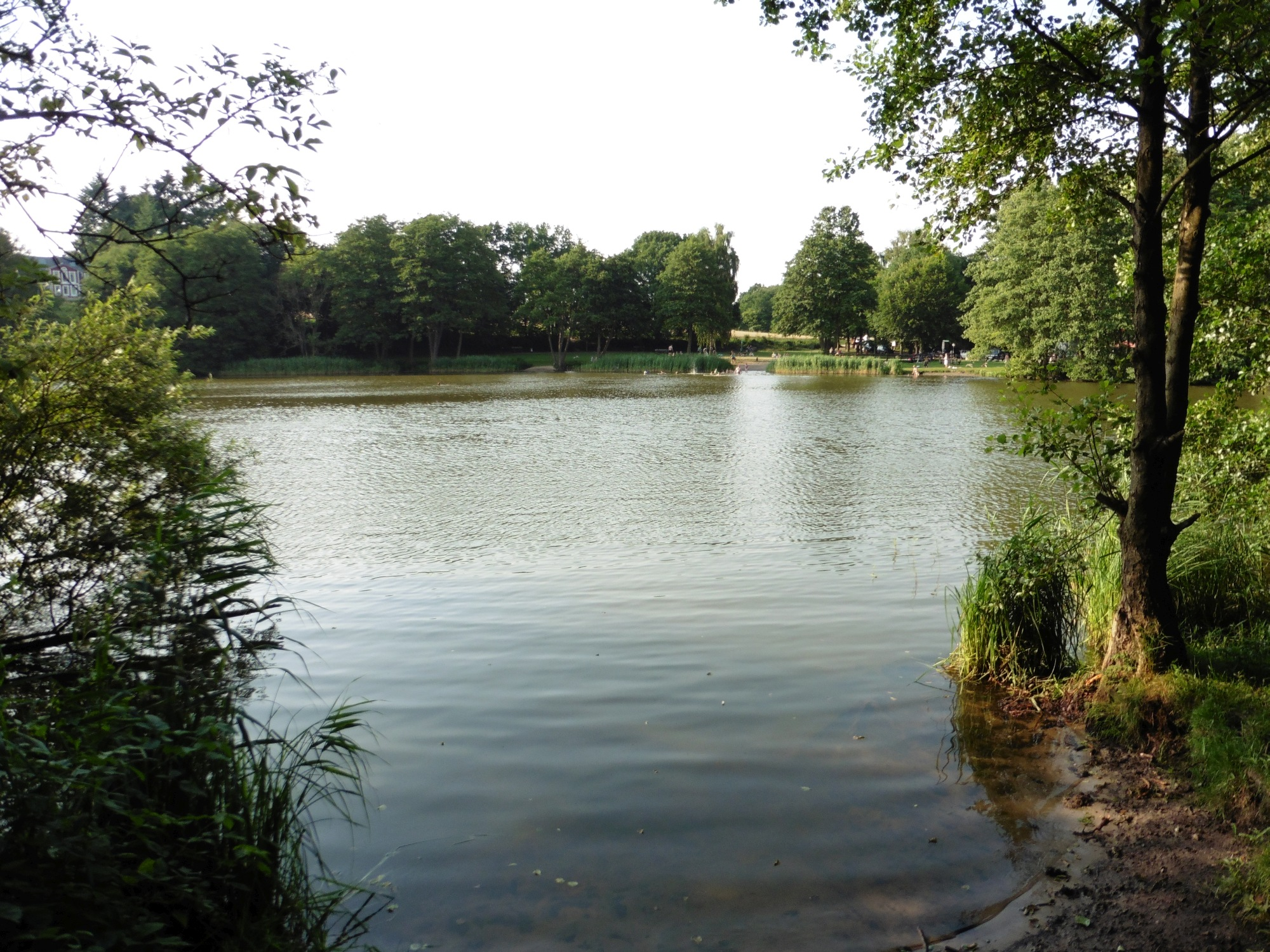
Der Lütjensee

Das Gemeindegebiet von Lütjensee erstreckt sich im südöstlichen Teilbereich der naturräumlichen Haupteinheit Ostholsteinisches Hügel- und Seenland (Nr. 702) nördlich vom Großensee und Mönchteich. Zentral im Gemeindegebiet liegt zudem der gleichnamige See.

### Gemeindegliederung
Die Gemeinde Lütjensee wurde siedlungsgeografisch in verschiedene Wohnplätze gegliedert. Neben dem namenstiftenden Dorf sowie der ebenso benannten Dampfziegelei befinden sich daneben der Ortsteil Dwerkaten, die Häusergruppen Finkhorsterberg, Kuckucksberg und Seebergen, die Häusersiedlung Kranika, das Wirtshaus Schloßberg und die Haussiedlung Voßkate im Gemeindegebiet.

### Nachbargemeinden
Direkt angrenzende Gemeindegebiete von Lütjensee sind:
| Hoisdorf  | Steinburg                                   |           |
|           | Kompassrose, die auf Nachbargemeinden zeigt | Schönberg |
| Großensee | Trittau                                     | Grönwohld |

## Geschichte
Im Jahr 1248 wurde Lütjensee erstmals urkundlich erwähnt. Als Gründer des Ortes gilt die adelige Familie Hamme. Laut einer Stiftungsurkunde der alten Lütjenseer Kirche entriss der Laie Tymmo von Hamme wendischen Siedlern den Ort. Die heutige Lütjenseer „Tymmokirche“ ist nach ihm benannt.
Von 1887 bis 1976 besaß Lütjensee im Ortsteil Dwerkaten einen Anschluss an der Bahnstrecke Schwarzenbek–Bad Oldesloe.
Ab der Einweihung der Südstormarnschen Kreisbahn im Jahr 1907 wurde Lütjensee ein beliebter Luftkurort für Touristen und Tagesgäste. Zum damaligen Amt Lütjensee gehörten zunächst nur Grönwohld und Hoisdorf, 1929 kam dann Großensee hinzu. In den 1930er Jahren bestand in Lütjensee ein Arbeitslager des „Freiwilligen Arbeitsdienstes“ (FAD), das von September 1933 bis Ende März 1935 auch als nationalsozialistisches Schulungslager für Rechtsreferendare aus Hamburg genutzt wurde. Zum Ende des Zweiten Weltkrieges wurde Deutschland schrittweise besetzt, weshalb zahlreiche Flüchtlinge und Heimatvertriebenen aus den Ostgebieten des Deutschen Reiches nach Schleswig-Holstein flüchteten, unter anderem auch nach Lütjensee (vgl. Flüchtlinge in Schleswig-Holstein nach dem Zweiten Weltkrieg). In der Folge verdoppelte sich die Bevölkerung Lütjensees. Das Amt Lütjensee hatte bis in die 1970er Jahre Bestand. Im Zuge der Verwaltungsreform, die man damals durchführte, wurde es dann jedoch aufgelöst. Obwohl sich die Lütjenseer gerichtlich dagegen zur Wehr setzten, wurden die Gemeinden des Amtes Lütjensee 1972 dem neuen Amt Trittau zugeschlagen.

## Religion
Die evangelisch-lutherische Kirchengemeinde Lütjensee wurde im November 1953 gegründet, indem die Orte Grönwohld, Großensee und Lütjensee aus der Kirchengemeinde Trittau herausgelöst wurden.

## Politik

### Gemeindevertretung
Bei der Kommunalwahl 2023 errang die CDU alle 17 Sitze in der Gemeindevertretung. Die Wahlbeteiligung betrug 50,6 Prozent.

### Bürgermeister
Bürgermeister ist Heiko Röttinger (CDU).

### Wappen
Blasonierung: „Von Blau und Rot durch einen silbernen Wellenbalken geteilt. Oben eine goldene Glocke, begleitet links oben von einem goldenen Schildchen mit einer blauen fünfblättrigen Blüte. Unten zwei silberne achtspeichige Wagenräder.“
Die Glocke erinnert an die im 13. Jahrhundert gestiftete Kirche, der Schild mit der fünfblättrigen Blüte an das Familienwappen von Tymmo von Hamme.

## Kultur und Sehenswürdigkeiten
In der Liste der Kulturdenkmale in Lütjensee stehen die in der Denkmalliste des Landes Schleswig-Holstein eingetragenen Kulturdenkmale.
Im Jahre 1956 wurde der Bau des 33 m hohen Kirchturms mit drei Glocken abgeschlossen. Der Bau der Tymmo-Kirche begann im Januar 1961, die Kirchenweihe fand am 3. Dezember statt.

## Wirtschaft und Infrastruktur
Die Gemeinde Lütjensee hat sich von einem Bauerndorf mittlerweile zu einem Gewerbestandort und Erholungsort entwickelt. Sie beheimatet die Grüne Infrastruktur des unter Naturschutz stehenden Moorgebietes Kranica.

## Persönlichkeiten
- Der Jurist und Journalist Claus Peter Volkmann alias Peter Grubbe (* 10. Dezember 1913; † 29. Januar 2002) lebte längere Zeit in Lütjensee.[12]
- Der ordentlicher Professor für Betriebwirtschafslehre und Direktor des Instituts für Geld- und Kapitalverkehr an der Universität Hamburg Otfried Fischer (* 5. Oktober 1920) lebte in Lütjensee
- Der Augenoptikermeister und Gründer der Fielmann AG Günther Fielmann (* 17. September 1939; † 3. Januar 2024) lebte in Lütjensee.
- Der Schauspieler Helmut Zierl (* 6. Oktober 1954) lebt in Lütjensee.
- Der ehemalige SPD-Landtagsabgeordnete Tobias von Pein (* 12. Juli 1985) war Gemeindevertreter in Lütjensee.